# استان بورسا
استان بورسا نام یکی از استان‌های ترکیه است. مرکز آن شهر بورسا است.
استان بورسا در بخش جنوب منطقه مرمره جمهوری ترکیه قرار دارد.
بر اساس آمار سال ۲۰۰۷ این استان چهارمین استان پرجمعیت ترکیه بوده‌است.
بورسا از شمال به دریای مرمره و یال اُوا، از شمال شرقی به استانبول و ساکاریا، از شرق به بیله جیک، از جنوب به کوتاهیه و از غرب به بالیکسیر ختم می‌شود.
بورسا خواهرخوانده استان خوزستان در ایران است.

## شهرستان‌ها

محل استان بورسا

- اورخان غازی
- اورخان‌ایلی
- ایزنیک
- اینه‌گول
- بویوک‌اورخان
- عثمان‌غازی
- قراجه‌بی
- کستل
- کلس
- گملیک
- گورسو
- مصطفی کمال پاشا
- مودانیا
- نیلوفر
- هارمانجیک
- ینی‌شهر
- ییلدیریم